# それでもボクは妹に恋をする…!?シスター・ゲーム
『それでもボクは妹に恋をする…!?シスター・ゲーム』（それでもぼくはいもうとにこいをする…!?しすたー・げーむ）は、原作・漫画佐倉小枝による日本の漫画。

## 1話
有気は妹・唯がおしゃれをして外出をするのを見て、デートかと疑いビクビクしていた。一緒にいた、こずえにハッキリと「デートかしら？」と言われて尚更ビクビクしてしまう有気。しかし、気をとりなおして「実は彼女がいる」と発言した有気の彼女を実際に見て、こずえは驚いてしまった。なんと、その彼女・ノリ子は唯そっくりの容姿であったからだ。こずえは呆れながらも、自分も用事があるからと遠出をするが、この時に一言多い発言をした有気を殴った。
殴られた有気の手当てをしたノリ子は、痴話話をしながらもキスをしてセックスをし始めた。
ノリ子を脱がした有気はノリ子の右乳首を吸ったり、舌で舐めまわしながら、左乳首を摘み上げる。
興奮したノリ子は下もいじってほしいと頼もうとするが、恥ずかしさでたどたどしくなり、それをいいことに有気は意地悪な言い方やじらした触り方でノリ子の性器を触り、辱める。
有気はついにはっきりと頼んだノリ子のパンツを脱がし、性器に左手の指を二本入れてこね回し、ついでに右乳首も摘み上げていた。
今度はクンニをして、ノリ子を感じさせ、左胸も揉みあげて、とうとう絶頂を迎えさせる。
頃合いと見計らった有気はノリ子に挿入をして、一気に快楽を感じたが、頭の中では唯のことがよぎっていた。
そしてノリ子に対しては彼女の名前ではなく、唯と呼んでしまい、ノリ子を怒らせてしまう。
数時間後、帰宅した唯と一緒にこずえを見かけ、ほっとする有気であった。

## 2話
妹と似ている女と付き合おうとするから痛い思いをしたと反省をした有気は、とある考えを持つようになった。
図書館で司書をしている、先輩の結子と交際することを考えたが、その理由は、唯と名前が似ている人間なら、多少呼び間違えても大丈夫だろうという幼稚なものであった。
結子も有気がやましい考えをもって、自分と交際をしようとすることをわかっており、相手にしないようにしていたが、とりあえず図書館だから本を読んでほしいという頼みを聞いた有気は「エロ漫画や官能小説なら」といい受諾した。
特別な部屋に置いてあるということで、その部屋に行き、お目当てのものを見つけたが、有気は結子に官能小説の朗読を頼み、少しならと結子も引き受けた。
自慰という単語が出たことで、有気はわざとらしく質問をしたが冷静に流されたことに、面白くなく「実際にやってみてほしい」という無茶ぶりをしたが、おだてにのりやすく満更でもなかった結子は実際に自慰をしてしまう。
その状態で朗読をするが、次第に気持ちよくなった結子は、服を脱いで裸になり、有気を誘惑してペニスにしゃぶりついてしまう。
相変わらず自慰をしながら、巧みな口技で有気を射精をさせた結子は、更なるセックスを求め、バックからの挿入をお願いする。
二人とも絶頂を迎えていたこともあり、簡単に合体した二人は、快楽に身を委ね、結子の両胸を鷲掴みにし、体位を変えて、今度は結子の胸にしゃぶりつく有気だが、またしても唯のことが頭によぎってしまう。
結子はセックスに満足をして、交際を真剣に考えるが、有気は考えを改めて、今回の真意を白状したあげく、セフレならどうかと提案をしたことで結子に殴られる。

## 3話
有気とこずえはセックスをしていた。そして、この光景を覗いていた唯がいた。
それに気づかずに相変わらずエッチをし、快楽に身を委ねている二人をみた唯は信じられないといわんばかりの恐怖さえも覚えるようになった。
話は数時間前に遡る。
唯とこずえは同じ部屋で勉強をしており、兄妹の恋愛を描いた昼メロを偶然見ていたことで、その話をしたが唯は「近親相姦はキモイ」とはっきりといい、それを陰で聞いていた有気はショックを受ける。
有気がいたことに気づき、実際に今の話を聞いていてショックを受けたことも知ったこずえは有気と話し合おうとする。
有気が真剣に唯を愛していると知ったこずえは「私ではダメかな？」と急に上着を脱ぐ。
唯の代わりでいいからと積極的になる、こずえに驚く有気だが、こずえに押し倒されてしまう。
この時にこずえは幼少時に有気に使っていた「有兄」という呼び方をし、有気は昔、唯とこずえの三人で遊んでいたころを思い出した。
こずえと仲良く遊んでいたころを思い出したことで有気もその気になり、「本当に好きならそのでかいオッパイを見せてよ」と頼み、こずえもすぐにブラジャーを外して、生乳を見せた。
有気はこずえの乳首をつつき、すぐに右胸にしゃぶりつく。驚いたこずえに間髪を入れずに、子供時代とは全然違う胸の大きさをからかい、相変わらずしゃぶりながらも、左乳首もこねまわす。
こずえは仕返しといわんばかりに勃起した有気のペニスもからかうが、有気はパンツを脱がずに擦りあわせることを要求し、こずえもそのプレイを楽しんで興奮する。
その気になった有気は、こずえを積極的に愛撫し、意地悪な言い方でじらすなど精神的にも辱める。
こずえはムキになり、子供みたいな言い方で糾弾するが、有気はさらに触発され、二人のセックスはより過激なものとなる。
二人は愛し合ったが、予定よりも早く帰ってきた唯にこの一部始終をみられていたのであった。

## 4話
一通り愛し合ったことで、服も来て冷静になった有気は「そういえば昔の呼び方をしなくなったのはなんで？」とこずえに尋ねた。
しかし、恋人としての余韻に浸りたいこずえは敢えて教えようとしなかった。それは唯に関係するものであり、有気が唯をより愛するようになる出来事であったから。
一方で二人の情事を目撃した唯はショックと悲しみから泣いていた。
そこに現れた有気はそんな唯を見て気まずさを悟り、やんわりと去ろうとしたが、唯は感極まった言い方で「お兄ちゃんのウソつき！」と突如糾弾した。
唯はこう言いだした、「お兄ちゃんは唯だけのものだと約束してくれたのに」と。
そこで有気は過去の出来事を一気に思い出した。
実は唯は有気はおろか、有気の両親とも全く血がつながっていない養女であった。このことを知った幼い唯は泣きじゃくってしまい、それをみた有気とこずえは「有気はずっと唯だけのお兄ちゃん」と元気づけ、こずえも敢えて有気を兄のように慕うのをやめにした。
そして唯は「本当の家族になりたいからお嫁さんにしてほしい」とも約束をした。
過去を思い出した有気は、純粋に唯を愛するようになり、キスをした。
そしてたどたどしいキスをした唯を有気は心配したが、唯は「キスが初めてだった」と遠回しに、男性経験のない処女であることを告白し、自分のすべてはお兄ちゃんの物と体を捧げた。
再度キスをした有気は唯の服を脱がし、ブラジャーを出現させるが、そのブラジャーもすぐに外し、ついに唯の生乳を拝んだ。
さっそく右乳首を舐めまわし、左乳首をこね回すなどの積極性を見せ、唯も自分の胸を愛撫する有気にドキドキしていた。
思い切り右乳首に吸い付いたことで、一気に快楽を感じた唯に、気持ちいいか？と有気は質問をするが、初めてのことで答えに悩んだ唯に、下をいじって、愛液まみれになっていることをからかい、その愛液を指にとり舐めている有気に興奮しながら、自分も自分の愛液を舐めてみた。
有気はもっと愛液を舐めていいかという率直な質問をして、唯も受諾したことで、さっそくクンニをし、再三の愛撫に緊張の連続であった唯だが、今度はハッキリと気持ちいいと認識し、そしてオルガを迎える。
絶頂を迎えた唯を見て、どうせなら自分の物でいかせたかったという有気に、自分も欲しいという唯は遂に有気のペニスを受け入れ、当初は処女特有の不慣れさがあったが、とうとうロストバージンを経験する。
有気のペニスをもっと感じたい唯は不慣れでありながらも、激しく動いてもいいと進言し、有気もその気になり、激しく動く。
当初は痛みがあった唯も次第に気持ちよさのほうが上回るようになり、二人は互いに快楽に身を委ねた。
事の顛末をしったこずえは、心配して損したといわんばかりに有気を殴り、唯も心配したが、全くの憂いなく終わった。
そして唯はこれからは「お兄ちゃんと呼ばないほうがいいかな？」と聞いたが、満更でもない呼び方が好きだった有気はもうしばらくはこれでいいと語り、物語は終わる。

## 登場人物
- 有気

主人公。年齢設定はないが、大学に通っている妹の唯よりも当然年上なので、19歳以上であるのは確か。妹である唯に恋をしているが、それが良くないともわかっており、様々な女性に手を出して振り切ろうとする。結構、女性関係は豊富であり、意外とモテる。またエッチもうまく、少なくとも作中で彼とセックスした女性は、全員骨抜きになっていた。
- 唯

メインヒロイン。有気の妹。年齢設定はないが、大学に通っていることから、年齢は18歳以上。大学生でありながら、長髪の美少女と呼べる初々しい美貌を持っており、スタイルはよく、胸も非常に大きい。
- こずえ

有気と唯の幼馴染で、有気よりも年下。スタイルのよい巨乳美人でウエストも細い。
- ノリ子

有気が唯の代わりになるかとナンパして交際した女性。実際に唯と瓜二つであり、違いがあるのは髪の色だけ。おしとやかで献身的な性格だが、性に対する姿勢は積極的で初登場前から有気とは何度もエッチをしていた。何度もエッチをするたびに有気は唯の名前を何度も呼んでおり、それを嫌がっていたが、有気が妹が気になっていたこと自体は嗜好は人それぞれと大して気にしていなかった。勘が鋭くこずえが有気に気があるかもしれないということを感づいていた。肉体の相性も良かった、相変わらず唯の名前を呼んだことで我慢の限界を迎えて、殴られて別れてしまった。
- 結子

有気の先輩。図書館の司書として働いている。有気から妹と名前が似ているから気が紛れるかもという理由だけで交際を求められた。最初は有気を訝しんだが、だんだん卑猥なノリをしているうちにその気になってしまい、セックスを始めるようになる。有気を手玉にとるほどに性技に長けている。最終的に真剣に交際を考えるようになるが、考えを変えた有気から今回の真意を聞いたことと、セフレでもいいですよね？という発言を聞いたことから殴って破談となった。